# Енантіотопія
Енантіотопія (рос. энантиотопия, англ. enantiotopism) — стереохімічна ситуація, в якій два однакових структурних елементи (енантіотопні атоми, групи) в одному прохіральному центрі є нерівноцінними хімічно (при дії оптично активних реагентів) чи фізико-хімічно.

## Загальний опис
Виникає тоді, коли при заміщенні одного з таких елементів можна прийти до одного енантіомера, а при заміщенні другого — до його антипода.
Енантіотопними можуть бути також вільні електронні пари й подвійні зв'язки (коли залежно від підходу реагенту утворюється той чи інший антипод).
Термін цей має сенс не для одного взятого атома чи групи, а лише при порівнянні об'єктів— у межах однієї молекули або пари молекул. Так, енантіотопні атоми H у FCH2Cl, у C2H5OH (при окисненні в альдегід дією алкогольдегідрогенази відходить лиш певний атом H з двох енантіотопних в групі CH2, що стає очевидним у міченім варіанті CHD), атоми дейтерію в оптичних антиподах1-дейтероетанолу. Енантіотопію можна спостерігати в спектрах ПМР речовин (наприклад, оптичних антиподівізопропілфенілкарбінолу Ph–HC(OH)–CH*Me2 та Ph–(HO)CH–CH*Me2) у хіральних розчинниках за помітною різницею хімзсувів енантіотопних протонів H*, яка становить Δδ= 0.025 мч(в(+)-1-(1-нафтил)-етиламіні).

## Енантіотопні групи (атоми)
(англ. enantiotopic atoms (groups))
Атоми або групи в сполуці, при заміщенні кожного з яких третіми атомом чи групою можна прийти до різних енантіомерів: пр., у МеCH2OH у симетричному оточенні такі два атоми H є еквівалентними, але в несиметричному можуть поводитись по різному, зокрема при взаємодії з хіральним реагентом реагують з різною швидкістю. Ці групи переводяться одна в одну при відбиванні в дзеркальних площинах або при дії дзеркально-обертальних осей Sn (обертання і відбиття), але не обертанням молекули навколо обертальних осей симетрії Сn, тому можуть бути тільки в ахіральних молекулах. Оскільки розташування таких груп у молекулах є ідентичним (за між’ядерними віддалями, валентними кутами), їх не можна розрізнити між собою в ахіральних умовах ні за допомогою фізичних методів (в т.ч. у ПМР спектрах), ні в реакціях за участю ахіральних реагентів. Вони відрізняються лише в експериментах, в яких забезпечується розрізнення між лівим і правим на молекулярному рівні (при взаємодії з нерацемічною хіральною молекулярною частинкою, реагентом чи каталізатором, зокрема, з ферментами).

## Енантіотопні ядра
(англ. enantiotopic nuclei)
Ядра, які належать до енантіотопних груп. Положення таких ядер в молекулі співвідносяться між собою як два дзеркальних
відбитки, тобто вони ідентичні в скалярному розумінні. Енантіотопні ядра є ізохронними.